# Петербургский НИПИГрад
Санкт-Петербургский научно-исследовательский и проектный институт градостроительного проектирования («Петербургский НИПИГрад») — проектный институт в области градостроительства, основанный в 1995 году под руководством академика Валентина Назарова.

## История
Предшественником НИПИГрада является Мастерская № 1 института «Ленпроект». Она была учреждена в 1950-х на основе отдела Ленгорисполкома по разработке Генерального плана города. В 1972 году Мастерскую возглавил Валентин Назаров. В 1980-х организацию преобразовали в Институт Генерального плана Ленинграда и Ленинградской области (ЛенНИПИ Генплана), который в 1995 году был трансформирован в ЗАО «Петербургский НИПИГрад». Главным учредителем новой организации стал Комитет имущественных отношений Санкт-Петербурга, владевший более 60 % акций. Основу штата составили бывшие сотрудники ЛенНИПИ Генплана, которые продолжили работу в сфере планировки и межевания территорий, разработки правил землепользования.
С 2017 года руководителем Петербургского НИПИГрада является архитектор Юрий Геннадиевич Кириенков. В 2018 году институт судился с Комитетом имущественных отношений из-за задолженности  по арендной плате, через год по иску Федеральной налоговой службы рассматривалось дело о признании НИПИГрада банкротом. В июле 2020 года Комитет имущественных отношений заявил о намерении продать свой пакет акций НИПИГрада.

## Деятельность
Специалистами ЗАО «Петербургский НИПИГрад» разработаны основные документы стратегического и территориального планирования Санкт-Петербурга. В разные годы они работали над Генеральным планом города, Отраслевой схемой развития метрополитена и Правилами землепользования и застройки в Санкт-Петербурге, а также планами по реновации центра и береговой линии города. Кроме того, «Петербургский НИПИГрад» разрабатывает проекты по размещению зон малоэтажного строительства, макро- и микромоделирования транспортных систем, участвует в проектировании коммерческих комплексов, например, в оценке проекций видимости «Охта-центра» в 2009 году. Сотрудники института выступают в качестве экспертов регионального планирования на конференциях, в СМИ и архитектурно-инженерных изданиях.